# Municipio de Arteaga (Coahuila)
El municipio de Arteaga es uno de los 38 municipios en que se encuentra dividido el estado mexicano de Coahuila. Arteaga pertenece a la zona metropolitana de Saltillo y está situado en el extremo sureste del estado, su cabecera es la población de Arteaga.

## Geografía
El municipio se localiza en el extremo sureste del estado de Coahuila, en las coordenadas extremas 25° 09' - 25° 32' de latitud norte y 100° 14' - 100° 57' de latitud oeste, a una altura que va de un máximo de 3 700 a un mínimo de 1 300 metros sobre el nivel del mar y con una superficie de 1 638.661 kilómetros cuadrados, que representan el 1% de la superficie de Coahuila.
Limita al noroeste con el municipio de Ramos Arizpe y al oeste y suroeste con el municipio de Saltillo. El resto de sus límites corresponden al estado de Nuevo León: al noreste con el municipio de Santa Catarina, al este con el municipio de Santiago, al sureste con el municipio de Rayones y al sur con el municipio de Galeana.

### Orografía

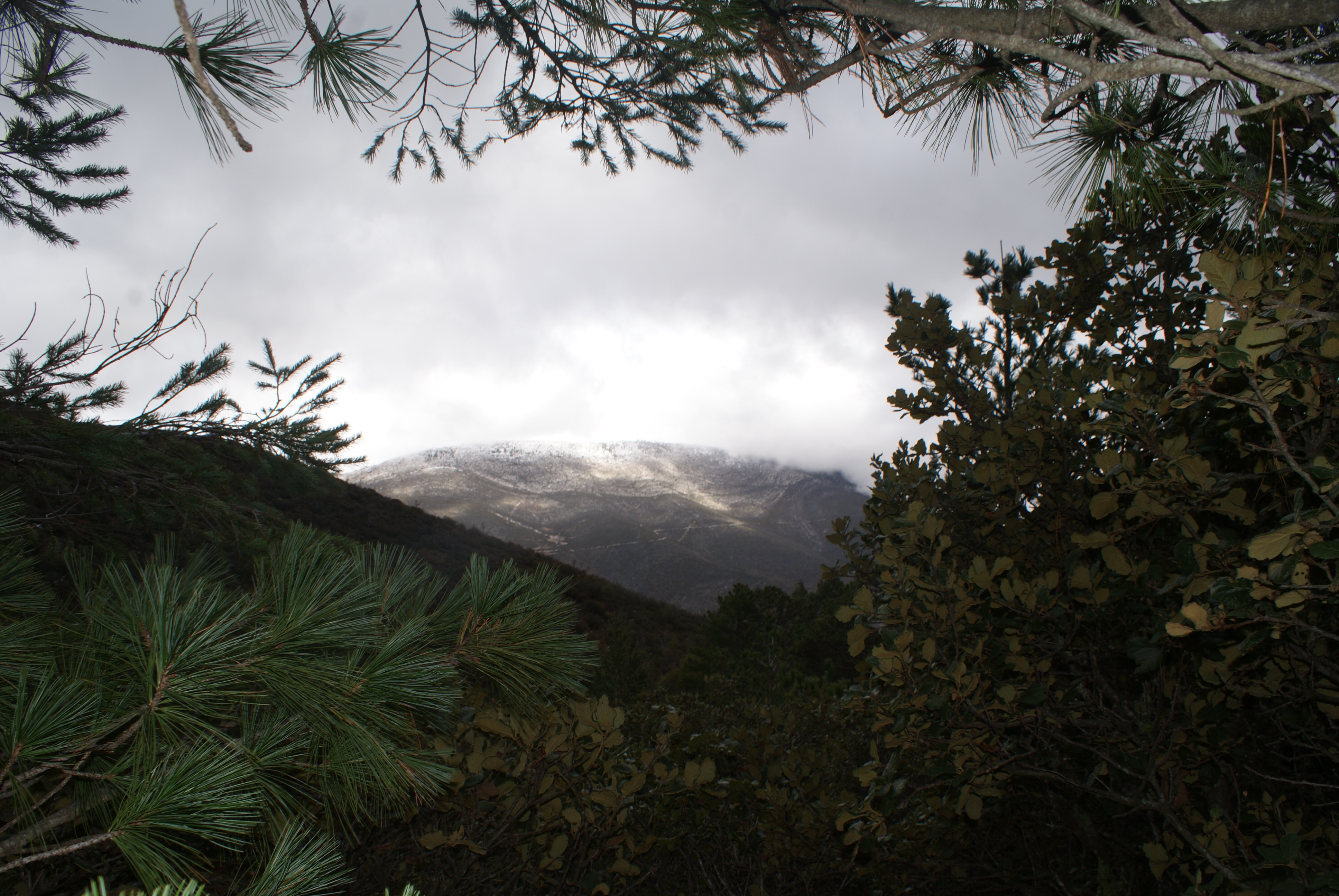
Montañas y bosques en Arteaga.

El territorio municipal es muy montañoso, y en él se encuentran varias sierras que son reconocidas por sus bellos paisajes boscosos y altas cumbres nevadas; que en su conjunto reciben el nombre de “Sierra de Arteaga”, tales como el Cerro de la Viga; que es el más alto del municipio y del estado, El Coahuilón, Sierra Las Alazanas, Sierra El Álamo, las Nieves, la Mina, Cerro Rancho Nuevo, Sierra El Caballo, Sierra de Las Bayas, Cerro El Escorpión y la Sierra El Tarillal. En la Sierra de la Marta se encuentra la primera estación de esquí del país, en el desarrollo Bosques de Monterreal, con dos pistas de esquí seco que se cubren de nieve en invierno.

## Demografía
De acuerdo a los resultados del Censo de Población y Vivienda realizado en 2020 por el Instituto Nacional de Estadística y Geografía; la población total del municipio de Arteaga es de 29 578 personas.
La densidad de población asciende a un total de 13.76 personas por kilómetro cuadrado.

### Localidades
En el Censo de 2020 el municipio de Arteaga contaba con 415 localidades.
| Código INEGI      | Localidad                   | Población (2020) |
| ----------------- | --------------------------- | ---------------- |
| 050040001         | Arteaga                     | 15 534           |
| 050040107         | San Antonio de las Alazanas | 2 576            |
| 050040859         | Privanzas del Campestre     | 1 319            |
| 050040054         | Huachichil                  | 1 314            |
| Otras localidades | Otras localidades           | 8 835            |
| Total municipal   | Total municipal             | 29 578           |

## Política

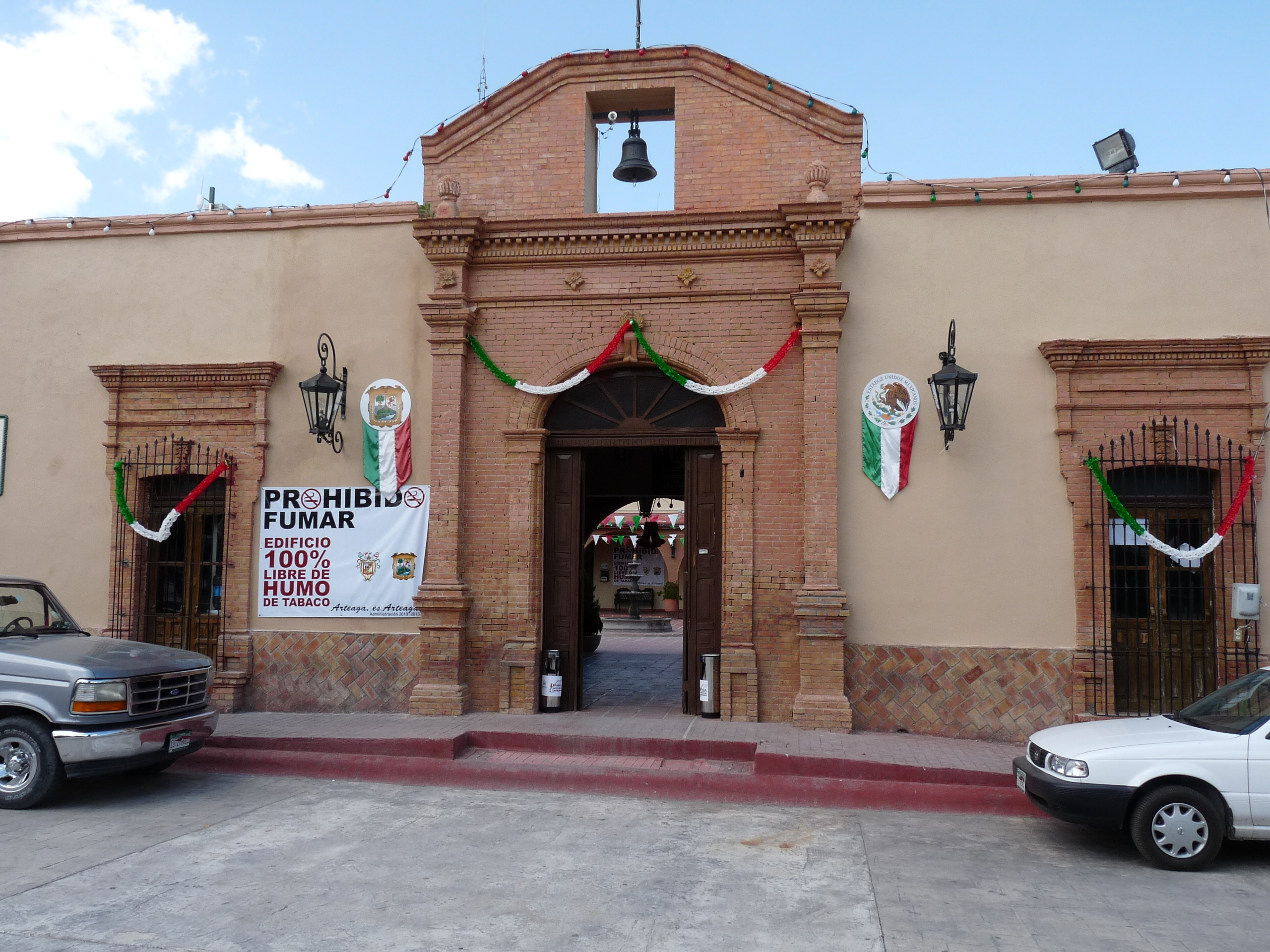
Palacio del Ayuntamiento.

El gobierno del municipio de Arteaga le corresponde a su ayuntamiento, el cual está integrado por el presidente municipal, un síndico y el cabildo conformado por seis regidores, cuatro electos por mayoría relativa y dos por el principio de representación proporcional. Todos son electos mediante voto universal, directo y secreto para un periodo de cuatro años con posibilidad de ser reelectos por un único periodo inmediato.

### Representación legislativa
Para la elección de diputados locales al Congreso de Coahuila y de diputados federales a la Cámara de Diputados federal, el municipio de Arteaga se encuentra integrado en los siguientes distritos electorales:
Local:
- Distrito electoral local de 12 de Coahuila con cabecera en Ramos Arizpe.[8]

Federal:
- Distrito electoral federal 4 de Coahuila con cabecera en Saltillo.[9]